# 아르파드 (시리아)
아르파드(Arpad)는 현재의 시리아 북서부에 존재했던 고대 도시이다. 현재의 알레포에서 북쪽으로 약 40km 정도 떨어진 곳에 위치한 텔리파트(Tell Rifaat)에 있었다.
기원전 9세기 아람인들에 의해 형성되었다. 기원전 743년 아시리아의 왕이었던 티글라트-필레세르 3세가 우라르투를 정복을 때 아르파드는 3년 동안에 걸친 포위전을 치렀다. 기원전 740년에 아르파드를 함락시킨 티글라트-필레세르 3세는 아르파드에 거주하던 주민들을 학살하고 아르파드 시가지를 파괴했다.
구약성서 열왕기(18:34, 19:13), 이사야서(10:9, 36:19, 37:13), 예레미야서(49:23)에서도 아르파드가 등장한다.